# Anamimnesis bleszynskii
Anamimnesis bleszynskii är en fjärilsart som beskrevs av Lancelot A. Gozmany 1978. Anamimnesis bleszynskii ingår i släktet Anamimnesis och familjen Lecithoceridae. Inga underarter finns listade i Catalogue of Life.